# 船蛤科
船蛤科（學名：Trapezidae），又名梯形蛤科，是雙殼綱簾蛤目之下的一個科，是
北極蛤總科（Arcticoidea R. Newton, 1891）之下兩個科之一。

## 分類
本科包括下列五個屬：
- 珊瑚蛤屬 Coralliophaga de Blainville, 1824[1]
- genre Fluviolanatus Iredale, 1924
- genre Glossocardia Stoliczka, 1870
- 新梯形蛤屬 Neotrapezium Habe, 1951
- 梯形蛤屬 (簾蛤目) Trapezium Muhlfeld, 1811[2]

## 外部連結
- Template:ADW